# Erasístrato

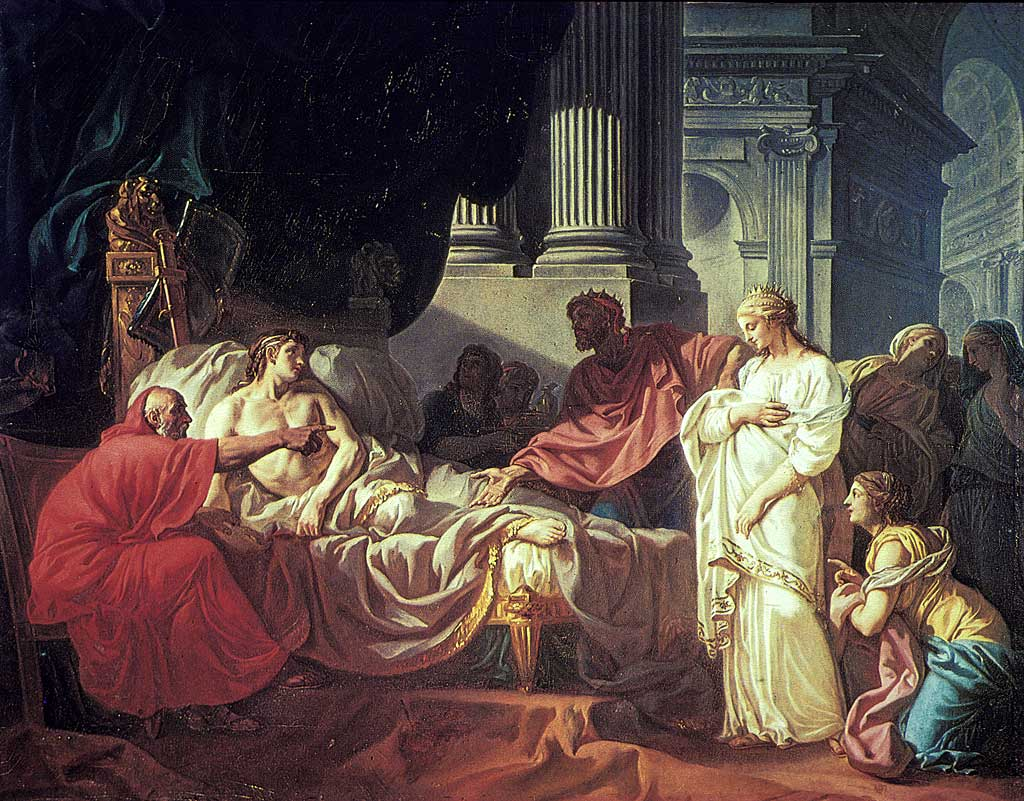
Erasístrato descubre la causa del mal de Antíoco, obra de Jacques-Louis David (1774).

Erasístrato (en griego antiguo Ἐρασίστρατος; c. 304 – 250 a. C.) fue un médico clínico y experimental y un anatomista de la Grecia Antigua, nacido en Iulis, en la isla de Ceos. Fue junto a Herófilo el fundador de la Escuela de Alejandría de medicina bajo el reinado de la Dinastía Ptolemaica. Fue el médico de Seleuco I de Siria, logrando curar a su hijo Antíoco. Sus trabajos y descubrimiento le hacen precursor de la neurofisiología y la neurología en el periodo helenístico. Puede ser también considerado fundador de la fisiología experimental, pues hizo muchos descubrimientos realizando experimentos con animales.

## Descubrimientos sobre el sistema nervioso
En el campo de la neuroanatomía fue uno de los primeros, junto a Herófilo, en practicar disecciones de cadáveres humanos, logrando así distinguir las principales estructuras del cerebro: los hemisferios y el cerebelo, que describió en el papel de la coordinación motriz. También observó que los nervios convergían hacia el sistema nervioso central. Resaltó el papel en la sensibilidad y la motricidad de las raíces posteriores y anteriores de los nervios raquídeos. Pionero del método comparativo, fue el primero en establecer un vínculo entre el grado de giro de las circunvoluciones del cerebro (es decir, el grado de «plegamiento») de las diferentes especies de animales y su grado de inteligencia.
Siguiendo a Alcmeón de Crotona y a Anaxágoras, hizo al córtex cerebral la sede del pensamiento y las facultades mentales, al contrario que Aristóteles, que situaba estas funciones en el corazón.

## Descubrimientos sobre el sistema circulatorio
Erasístrato señaló el papel primordial de la sangre en el cuerpo humano y estuvo muy cerca de hacer el descubrimiento de la circulación sanguínea al reconocer que el corazón estaba en el centro de la red de arterias y venas. En el plano anatómico, dio las primeras descripciones de la vena cava, las válvulas venosas y las arterias pulmonar y renal.
Fue el autor de una teoría rival a la de los humores. Defendió la idea de que el sistema de venas transportaba sangre y no el pneuma imaginado por Hipócrates. Esta sangre conteniendo el espíritu vital era transportado desde el corazón al cerebro, donde era transformado y distribuido por el cuerpo vía los nervios (de los que demostró que no eran huecos sino que estaban formados por una estructura tubular sólida, actualmente identificadas como fibras nerviosas). Sin embargo, el papel de las arterias en su teoría seguía siendo el de transportar el aire, lo que explicaba, según él, el pulso. Así, Erasístrato interpretaba ciertos desórdenes fisiológicos como un exceso de sangre en las arterias. Esta teoría de la plétora sanguínea se planteó en oposición a la práctica de sangrías defendida por otros médicos de la época, como Herófilo.

## Anécdotas biográficas
La vida de Erasístrato es poco conocida. La mayoría de sus escritos se conoce por los comentarios que hicieron de ellos sus sucesores (en particular Galeno, que fue su crítico más famoso). Se dice que fue llamado al lecho de Antíoco, gravemente enfermo, por el padre de este, el rey sirio Seleuco I Nicátor. Tras haber observado que el pulso del paciente se aceleraba y que su rostro enrojecía cuando su bella madrastra Estratónice entraba en la habitación (escena representada por Jacques Louis David en un lienzo de 1774 que le valió el premio de Roma), Erasístrato dedujo que en realidad el paciente sufría un amor imposible. Seleuco, para salvar la vida de su hijo, consintió en divorciarse de su esposa y entregársela. Para algunos esto hizo a Erasístrato pionero de la psicoterapia.